# Erythroseris
Erythroseris es un género  de plantas herbáceas perteneciente a la familia Asteraceae. Es originaria de  África en Socotora. Comprende 20 especies descritas y de estas, solo 2 aceptadas.

## Taxonomía
El género fue descrito por N.Kilian & Gemeinholzer y publicado en  Willdenowia 37. 2007 293 2007

## Especies aceptadas
A continuación se brinda un listado de las especies del género Erythroseris aceptadas hasta febrero de 2015, ordenadas alfabéticamente. Para cada una se indica el nombre binomial seguido del autor, abreviado según las convenciones y usos.	
- Erythroseris amabilis
- Erythroseris somalensis